# دوري السنغال الممتاز 2013
دوري السنغال الممتاز 2013 هو موسم من دوري السنغال الممتاز. فاز فيه نادي ديامبارز.